# Clarice Benini
Clarice Benini (ur. 8 stycznia 1905 we Florencji, zm. 6 września 1976 w Rufinie) – włoska szachistka, mistrzyni międzynarodowa od 1950 roku.

## Kariera szachowa
Największy sukces w karierze odniosła w roku 1937 w Sztokholmie, gdzie zdobyła tytuł wicemistrzyni świata (za Verą Menchik, a przed Sonją Graf). Po raz drugi w turnieju o mistrzostwo świata wystąpiła na przełomie 1949 i 1950 roku w Moskwie, zajmując IX miejsce.
W latach 1938 i 1939 dwukrotnie zajęła I miejsce w indywidualnych mistrzostwach Włoch kobiet. Do sukcesów Clarice Benini w turniejach międzynarodowych należały m.in. II m. w Semmering (1936), I m. w Opatii (1953/54), I m. w Gardone (1956), I m. w Amsterdamie (1957) oraz II m. w Beverwijk (1958).